# アレクサンダー・フォーブズ
アレクサンダー・フォーブス・アーバイン・フォーブズ（Alexander Forbes Irvine Forbes、1871年4月13日-1959年5月15日）は、南アフリカ共和国の天文学者。
スコットランドのアバディーンシャーで生まれ、1896年に南アフリカ共和国に移住した。学問のために一時スコットランドに戻ったが、1909年から永住した。1932年までは建築家としても働いていた。
1942年から1943年までは、南アフリカ天文学会の会長を務めた。
周期彗星フォーブズ彗星を発見した他、クロンメリン彗星の共同発見者となった。